# Verticordia (dier)
Verticordia is een geslacht van tweekleppigen uit de familie Verticordiidae.

## Soorten
- Verticordia australiensis E. A. Smith, 1885
- Verticordia bordaensis Cotton & Godfrey, 1938
- Verticordia cardiiformis J. Sowerby, 1844
- Verticordia expansa Prashad, 1932
- Verticordia granulifera (Verrill, 1885)
- Verticordia guineensis Thiele & Jaeckel, 1931
- Verticordia inornata Thiele & Jaeckel, 1931
- Verticordia ouricuri Oliveira & Absalão, 2010
- Verticordia perversa Dall, 1886
- Verticordia quadrata E. A. Smith, 1885
- Verticordia seguenzae Dall, 1886
- Verticordia tasmanica May, 1915
- Verticordia tenerrima Thiele & Jaeckel, 1931
- Verticordia triangularis Locard, 1898
- Verticordia woodii E. A. Smith, 1885